# Louis-Henry Devillez
Louis-Henry Devillez, född den 19 juli 1855 i Mons, död den 2 februari 1941 i Ixelles, var en belgisk bildhuggare.
Devillez var först ingenjör i turkisk tjänst, men studerade sedermera konst vid École des beaux-arts i Paris under Cavelier. Bland hans arbeten kan nämnas Abessinier, bronsstaty, Eros, Diana, Sankt Georg (i Mons museum), Slumrande backantinna samt byster och porträttmedaljonger. Han gjorde sig för övrigt bemärkt som konstkritiker.